# Blakea involvens
Blakea involvens är en tvåhjärtbladig växtart som beskrevs av Markgr.. Blakea involvens ingår i släktet Blakea och familjen Melastomataceae. Inga underarter finns listade i Catalogue of Life.